# 富山県道320号古鹿熊滑川線
富山県道320号古鹿熊滑川線（とやまけんどう320ごう ふるかくまなめりかわせん）とは、富山県魚津市と滑川市を結ぶ一般県道（富山県道）である。魚津市内はほとんど山道である（白倉トンネルも通る）が、滑川市内は市街地が近づくにつれて広い道路となっていく。
1971年時点では『折戸滑川線』という名称であった。

## 路線概要
- 起点：富山県魚津市古鹿熊（角川上流）
- 終点：富山県滑川市加島町

### 沿革
- 1971年7月20日 - 国道8号（現・富山県道135号富山滑川魚津線） - 主要地方道魚津氷見線（現・富山県道1号富山魚津線）を結ぶ1,600m、幅員8m、国鉄北陸本線（現・あいの風とやま鉄道線）との立体交差の付いた道路が開通[1]。

### バイパス
- 大浦 - 大榎間（1998年（平成10年）6月9日開通）[2]

## 通過する自治体
- 富山県
  - 魚津市 - 滑川市

## 主な接続・重複道路
- 富山県道67号宇奈月大沢野線（重複）
- 富山県道141号虎谷大榎線（重複）
- 富山中部広域農道
- 富山県道3号富山立山魚津線
- 国道8号
- 富山県道135号富山滑川魚津線
- 富山県道1号富山魚津線（重複）

## トンネル
- 白倉トンネル（富山県道67号宇奈月大沢野線と共用）